# Oxalis griffithii
Oxalis griffithii là một loài thực vật có hoa trong họ Chua me đất. Loài này được Edgew. & Hook. f. mô tả khoa học đầu tiên năm 1874.

## Hình ảnh

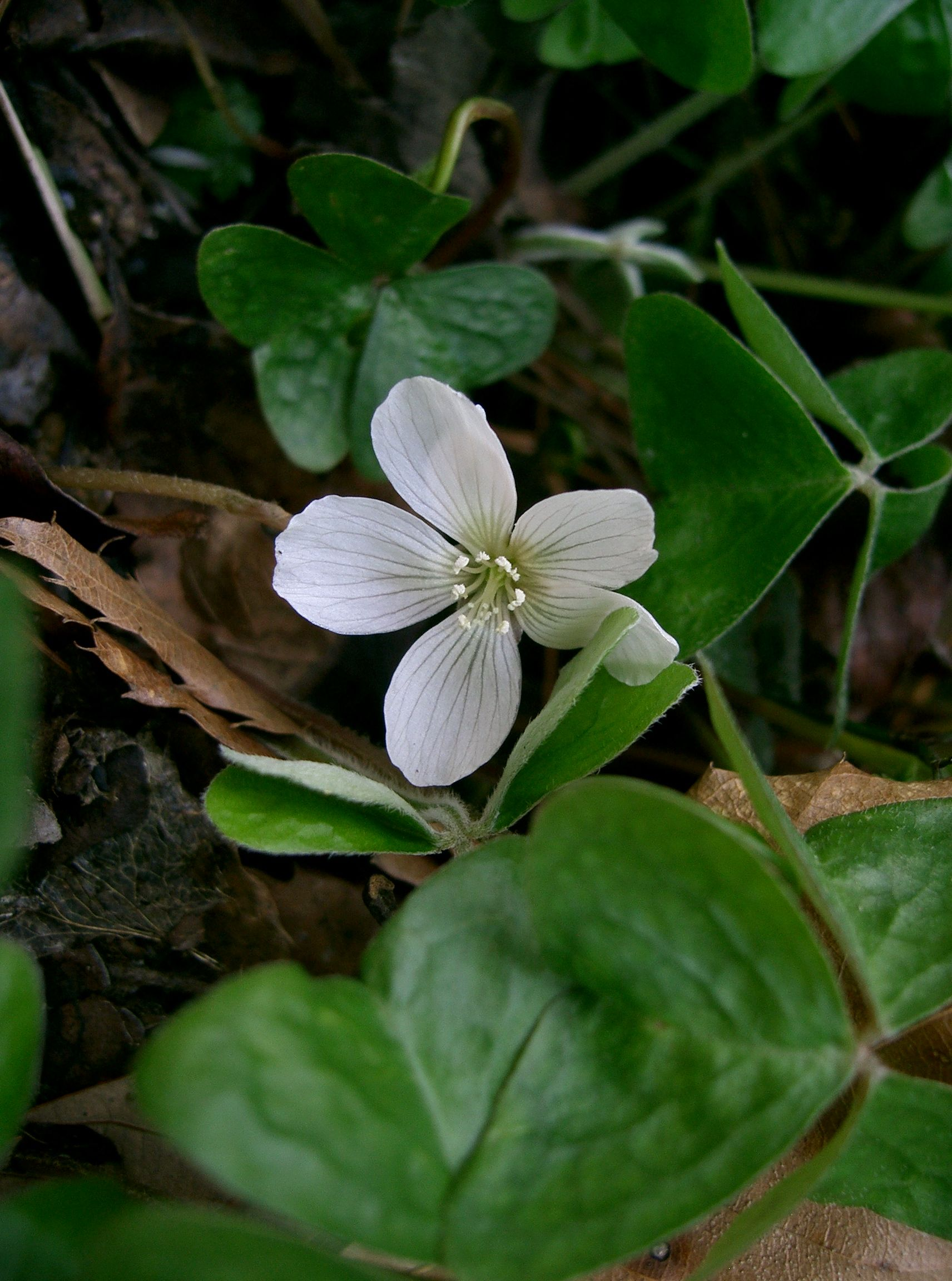